# Кашшай Антон Михайлович
Анто́н Миха́йлович Кашша́й (24 лютого 1921, село Дубриничі, нині Перечинського району Закарпаття — 30 грудня 1991, Ужгород) — український живописець. Член Спілки художників України від 1946 року. Заслужений діяч мистецтв УРСР з 1960 року. Народний художник УРСР з 1964 року.

## Біографія
Антон Михайлович Кашшай народився 24 лютого 1921 року в селі Дубриничі, нині Перечинського району Закарпаття. Його батько був лісником. Як тільки хлопчик підріс, батько став брати його із собою в ліс. Крім того, батько мав талант художника, тому Антон став малювати з ранніх років.
1929 року родина переїхала до Ужгорода. Хлопець вступив до гімназії, де тоді викладав художник Йосип Бокшай. Той швидко роздивився в малюнках хлопця дар і взяв його до себе на навчання. Згодом юнак познайомився з художниками Адальбертом Ерделі, Федором Манайлом та Омеляном Грабовським.
1939 року хлопець закінчив навчання у гімназії. Він мріяв про подальшу освіту, але почалася війна, тож навчання довелося припинити. Антон працював спочатку у лісництві, а потім до 1945 року у фінансово-плановому відділі.
1947 року на обласній виставці в Ужгороді виставлена Кашшаєм робота «Хата в Доманинцях» привернула до художника справжню увагу.
Антон Кашшай понад 15 років (з 1961 року) очолював Закарпатську обласну організацію Спілки художників України. Його іменем названо Спілку незалежних закарпатських художників.

## Творчість
Епічні пейзажі Кашшая ніколи не пригнічують людину, не викликають відчуття її мізерності, в порівнянні з величністю природи; навпаки, природf завжди співмірна з людиною. Як зазначає Ігор Шаров, карпатська зима — улюблена тема Антона Кашшая. На верховинах, перевалах і полонинах, вкритих чистим неторкнутим снігом, художник набуває якогось особливого припливу творчих сил. Тут він шукає і знаходить нескінченне багатство відтінків і варіацій. З любов'ю і щирою захопленістю розкриває Кашшай перед нами таємниче життя природи, скованої м'якими обіймами зими.
«Перший сніг» (1952). Маленький пагорбок, весь запорошений м'яким, пухким сніжком, кілька забутих колод, деревця, чагарник з розпливчастими тінями вдалині, на другому плані — схил гори, вкритий лісом. Чисте любовне ставлення художника до природи, душевне тепло зігріває цей скромний мотив сіренького дня, огорнутого приглушеним перламутровим серпанком.
Працював у галузі пейзажного живопису:
- «Долина річки Уж»,
- «Перший сніг» (обидва 1952),
- «Перевал» (1954),
- «Електровоз у Карпатах» (1958),
- «Під полонинами» (1963),
- «Свіжий день» (1968),
- «Жовтень» (1970),
- «Пізня осінь» (1975),
- «Туманний ранок» (1979),
- «Весна над річкою» (1982),
- «Ужанська осінь» (1985),
- «Гуцульщина» (1987).

Твори Кашшая зберігаються в Національному художньому музеї України у Києві, Закарпатському обласному художньому музеї ім. Й. Бокшая в Ужгороді, Зібранні (колекції) образотворчого мистецтва Градобанк та інших музеях.
Автор художнього оформлення роману Павла Цибульського «Вуличка на околиці міста» (Ужгород, 1973): зобразив на обкладинці Стару фортецю в Кам'янці-Подільському.